# Ernst Sudhölter
Ernst J. R. Sudhölter is een Nederlands scheikundige en hoogleraar.
Sudhölter studeerde organische en fysische scheikunde aan de Rijksuniversiteit Groningen. In 1981 promoveerde hij cum laude bij de hoogleraar Jan Engberts. Van 1981 tot 1984 werkte hij als onderzoeker voor het laboratorium van Shell in Amsterdam. In 1984 werd hij hoofdwetenschappelijk medewerker aan de Universiteit Twente in Enschede in de vakgroep van de hoogleraar David Reinhoudt. In 1990 werd hij benoemd tot hoogleraar organische scheikunde aan de Universiteit van Wageningen. In 2007 werd hij voorzitter van de afdeling Chemical Engineering van de TU Delft, en tevens hoogleraar Nano-Organic Chemistry binnen die afdeling.